# چهارصفه
چهارصفه یا چفته به معنی خمیده یا طاقدار بوده و در خراسان فضای سرپوشیده را می‌گفتند. نمونه‌ای شبیه به انرا در کاخ بیشابور در فضای مرکزی که به عنوان حیاط بوده‌است، مشاهده می‌کنیم. قرن هشتم هجری تاریخ تکامل چهارصفه‌ است. این بنا در اصل عبارت است از یک بنای مربع یا مستطیل شکل با اتاق‌های متصل به هم احاطه شده، بطوری‌که در اطراف فضای مرکزی اتاق‌های شاه‌نشین مانند به وجود اورده‌است. اصطلاح چهار صفه را می‌توان برای اتاق یا چهارطاق (صلیبی شکل) یا تالار مستطیل به کار برد، که با چند طاق پوشیده شده باشد. چهارصفه‌های ساده معمولاً در گوشه‌های عمارتی که در وسط حیاط قرار دارد ساخته شده‌اند (مانند مدرسهٔ خرگرد خراسان).
در خانه‌های چهار صفه عناصری مثل:سردر، صفه، اتاق، میان خانه و حیاط را داریم. خانه‌های چهارصفه در نقاط مرکزی ایران بخصوص در روستاهای اطراف کاشان و اردستان و زواره، ساخته شده‌اند.
در شهرهای خراسان جنوبی به ویژه بشرویه و طبس نیز خانه‌های چهارصفه بسیاری بوده‌است و در عکس‌های هوایی قدیمی قابل مشاهده است. بخشی از آن‌ها اکنون باقی مانده‌است. در این خانه‌ها گونه‌های ساده‌تر و ابتدائی تری از مساکن چهارصفه را می‌بینیم.